# سانتیاگو لوندونیو
سانتیاگو لوندونیو (انگلیسی: Santiago Londoño؛ زادهٔ ۲۹ فوریهٔ ۲۰۰۸) بازیکن فوتبال است که در حال حاضر برای انویگادو در پست مهاجم بازی می‌کند.
وی همچنین در تیم ملی فوتبال زیر ۱۷ سال کلمبیا بازی کرده است.

## دوران باشگاهی
سانتیاگو لوندونیو در مدئین در آنتیوکیا در کلمبیا زاده شد. فوتبالش را از تیم محلی پایپه اوریبه آغاز کرد. پس از دیدار مقابل آن‌ها، تیم حرفه‌ای انویگادو به او فرصت آزمایش داد که با موفقیت آن را گذراند و در هشت‌سالگی به این باشگاه پیوست. در مسیر پیشرفت در آکادمی، او به نمایندگی از دپارتمان آنتیوکیا در قهرمانی ملی زیر ۱۳ سال سال ۲۰۲۲ فراخوانده شد که استانش به مقام نایب قهرمانی رسید.
او پس از قهرمانی در مسابقات ملی زیر ۱۵ سال با انویگادو و گلزنی در فینال مقابل دپورتیوو کالی، برای نخستین بار در مارس ۲۰۲۳ به تیم بزرگسالان دعوت شد، پیش از دیدار جام کلمبیا مقابل تیگرس. او بازی را آغاز کرد اما در نیمه‌ٔ دوم به جای ییلمار چلدون تعویض شد و انویگادو پس از تساوی ۰–۰ در ضربات پنالتی با نتیجه ۴–۱ شکست خورد.

## دوران ملی
لوندونیو در سال ۲۰۲۲ برای دو اردوی تیم ملی فوتبال تیم ملی فوتبال زیر ۱۵ سال کلمبیا دعوت شد. در ژانویه سال بعد، دوباره به فهرست تیم برای شرکت در مسابقات دوستانه XXVI Mundialito Tahuichi در بولیوی دعوت شد.